# Соларни панел
Соларни панел се односи на панел направљену да упија сунчеве зраке као извор енергије за производњу електричне енергије или грејања.
Фотонапонски модул је упакован, повезане монтаже чине углавном 6 × 10 фотонапонских соларних ћелија. Фотонапонски модули чине фотонапонски низ једног фотонапонског система који ствара и снабдева соларну енергију за трговинске и стамбене потребе. Јачина модула излазном снагом под стандардним условима тестирања, углавном се креће од 100 до 365 вати. Постоји неколико соларних модула на тржишту који прелазе 22% учинковитости. Један соларни модул може да произведе само ограничену количину енергије; Већина инсталација садржи више модула. Фотонапонски систем обично укључује низ фотонапонских модула, инвертер, батерију за складиштење, интерконекцију жица, и опционо механизам за соларна праћења.